# 프랑켄 대관구
프랑켄 대관구(독일어: Gau Franken) 또는 프랑코니아 대관구는 1933년부터 1945년까지 바이에른주의 미텔프랑켄 현 지역에 있었던 나치 독일의 대관구이다. 그 이전인 1926년부터 1933년까지는 나치당 지역 조직으로 존재했다.

## 역사
원래 나치의 대관구(Gau) 조직은 1926년 5월 22일 나치당 회의에서 지역당 조직 구조 개선을 목적으로 창립한 구역이었다. 이후 1933년 나치가 독일의 권력을 장악하면서 독일의 주 단위 행정구역이 당의 대관구 행정구역으로 대체되었다.
각 대관구를 지휘하는 대관구지휘자는 점점 더 권력이 세지면서 제2차 세계 대전 이후에는 외부에서 거의 간섭을 받지 않았다. 지역 대관구지휘자는 정당 행정 뿐 아니라 정부 직책에도 관여하여 선전 감시 등 다양한 작전을 수행했으며, 1944년 9월 이후에는 국민돌격대 소집과 각 대관구 방어작전 역할도 맡았다.
1940년까지 프랑켄 대관구의 대관구지휘자는 율리우스 슈트라이허였으나 이후 해임되었다. 슈트라이허는 1946년 '인도주의에 대한 죄'로 사형을 선고받았다. 이후 1944년까지 대관구지휘자 지위에 올라간 사람은 없었으나, 1940년부터 1942년까지는 한스 치머만이, 1942년부터 1944년까지는 카를 홀츠가 대관구지휘자 권한대행을 맡았다. 이후 1944년 홀츠가 공식적으로 대관구지휘자에 부임하여 1945년 4월 사망할 때까지 대관구지휘자를 맡았다.